# Nicklas Bäckström
Nicklas Bäckström (Gävle, Suecia, 23 de noviembre de 1987), apodado Backy, es un jugador profesional sueco de hockey sobre hielo que se desempeña en la posición de centro en Washington Capitals, equipo de la National Hockey League (NHL).

## Carrera
Fue seleccionado en la primera ronda en la NHL Entry Draft de 2006. En 2007 hizo su debut profesional con el equipo Washington Capitals, donde lleva jugando 17 temporadas.